# Lisówek (Skołyszyn)

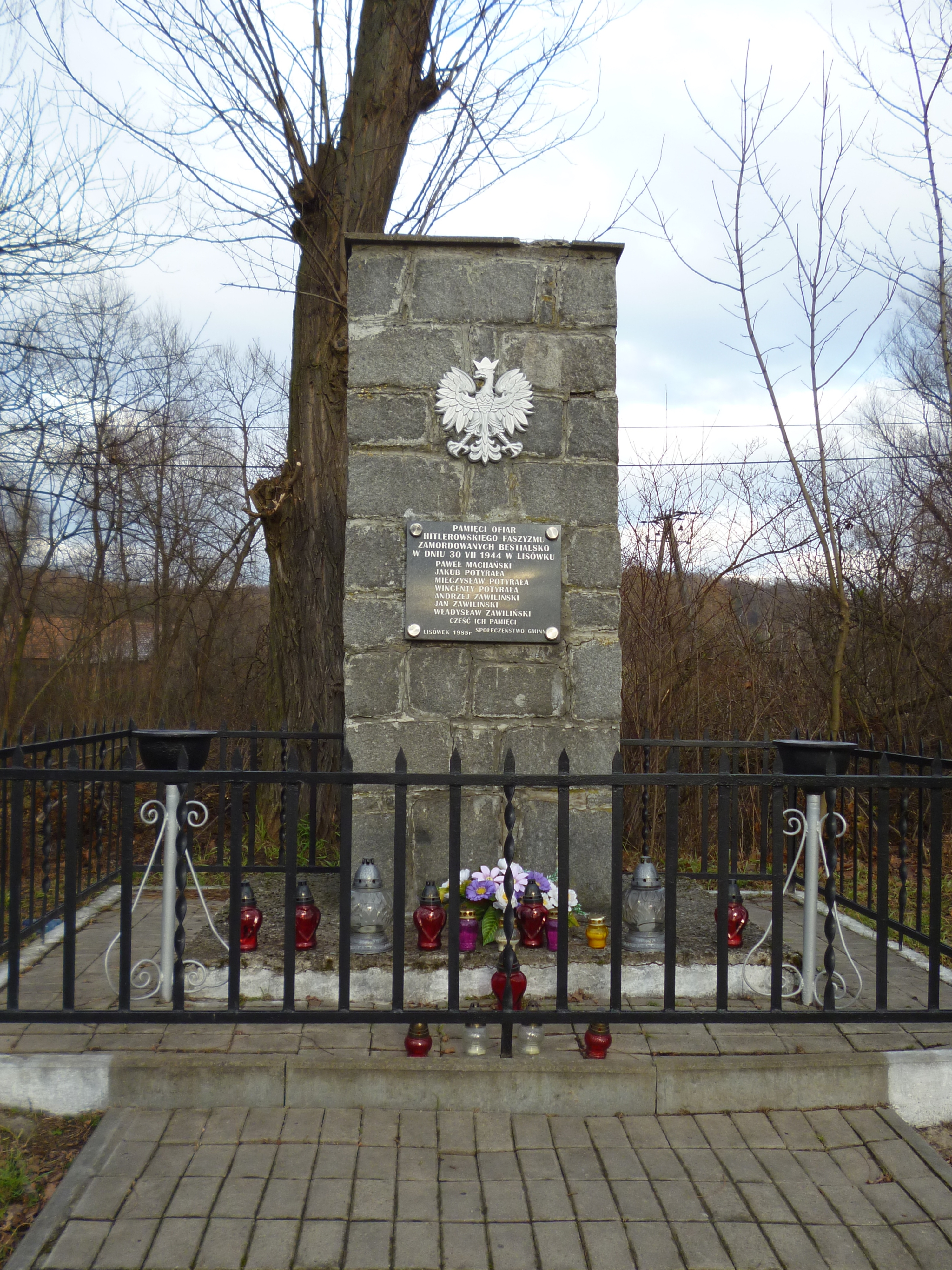
Pomnik w Lisówku

Lisówek – przysiółek wsi Skołyszyn w Polsce, położony w województwie podkarpackim, w powiecie jasielskim, w gminie Skołyszyn.
W latach 1975–1998 przysiółek administracyjnie należała do województwa krośnieńskiego.
W 1595 roku wieś położona w powiecie bieckim województwa krakowskiego była własnością starosty olsztyńskiego Joachima Ocieskiego.  

## Historia
Lisówek do początków XX w. był częścią wsi Lisów. Nazwa stanowi więc najprawdopodobniej zdrobnienie nazwy Lisów, którego używano dla określenia części wsi. Lisówek przynależał też do Skołyszyna. Obecnie Lisówek jest przysiółkiem wsi Skołyszyn.

## Zabytki i obiekty historyczne
- Dziewiętnastowieczne zabudowania dworskie m.in. murowany dwór
- Zabudowanie gospodarcze folwarku z XIX w.
- Pomnik ofiar egzekucji dokonanej w Lisówku